# Westerblokker (wijk)

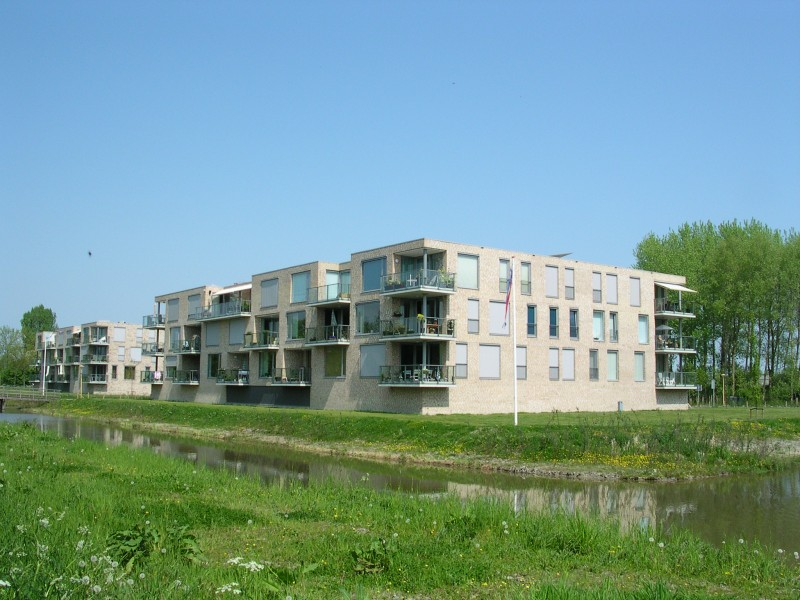
Appartement-blokken aan de rand van Blokker met de stad Hoorn

Westerblokker is een wijk in de gemeente Hoorn en ligt in het dorp Blokker.
De plaats is al sinds eeuwen opgedeeld in twee delen. Al in de dertiende eeuw sprak men een oostelijk en een westelijk deel, maar het is pas sinds 1979 dat Blokker in verschillende gerechtsgedeelten valt. Tot 1979 was Blokker zelfs een eigen gemeente, totdat deze werd opgedeeld in de gemeenten Hoorn, Bangert (Drechterland) en Venhuizen. Westerblokker is wat men het westelijke gebied noemde van de Blokweer(en). In 1289 komt de plaats voor als Westerblokweere, in 1396 als Westerblocwer en in 1639 als Wester Blocker.
De plaatsnaam Blokker is de 'verbasterde' naam voor Blokweer(en). Die benaming is een verwijzing naar het rechthoekige en vierkante land dat gevormd werd door de twee sloten die aan weerszijden van het land zijn gelegen.